# Myiotabanus muscoideus
Myiotabanus muscoideus är en tvåvingeart som beskrevs av James Stewart Hine 1907. Myiotabanus muscoideus ingår i släktet Myiotabanus och familjen bromsar. Inga underarter finns listade i Catalogue of Life.